# میدان نفتی تاندر هورس
میدان نفتی تاندر هورس (انگلیسی: Thunder Horse Oil Field) از میدان‌های نفتی ایالات متحده آمریکا است، که در سال ۱۹۹۹ در خلیج مکزیک کشف شد. این میدان به‌طور مشترک متعلق به بی‌پی و اکسان‌موبیل می‌باشد. هم‌اکنون ظرفیت تولید نفت خام میدان تاندر هورس به‌طور متوسط معادل ۲۵۰ هزار بشکه در روز برآورد می‌شود.